# Leninszkaja vonal
A Leninszkaja vonal (oroszul: Ле́нинская) a novoszibirszki metró egyik, 8 állomásból álló 10,5 kilométer hosszú vonala.
A novoszibirszki metró első vonala volt, 1986-ban adták át öt állomással. Azóta kétszer bővítették, 1991-ben és 1992-ben, három további állomást adták hozzá, mielőtt pénzügyi okok miatt a metróvonal bővítése leállt. Nevét Vlagyimir Iljics Lenin után kapta.

## Szakaszok átadása
| Szakasz                              | Átadás dátuma    |
| ------------------------------------ | ---------------- |
| Krasznij proszpekt–Sztugyencseszkaja | 1986. január 7.  |
| Sztugyencseszkaja–Ploscsagy Marksza  | 1991. július 26. |
| Krasznij proszpekt–Zajelcovszkaja    | 1992. április 2. |

## Járművek
A vonalat a város egyetlen járműtelepe, az Jelcovszkoje látja el, és jelenleg 18 darab négykocsis 81–717/714 típusú metrókocsi közlekedik rajta.

## Tervek és fejlesztések
Az 1990-es évek óta többször felmerült a vonal kiterjesztése a Ploscsagy Sztanyiszlavszkovo felé.
Az építkezést 2010-re tervezték, de végül nem kezdték el. 2014-ben a város úgy döntött, hogy ezen projekt helyett további két állomást épít a Dzerzsinszkaja vonalra.